# نیفکی، شهرستان توخولا
دهکده نیفکی [ˈnifki] در شمال لهستان و در شهرستان توخولا که جزو استان کویافسکو-پومورسکی است قرار دارد. این دهکده از لحاظ اداری بخشی از گمینا توخولا است. 